# Daniela Trică
Daniela Trică (Bârlad, 2004) es una deportista rumana que compite en gimnasia artística. Ganó una medalla de plata en el Campeonato Europeo de Gimnasia Artística de 2020, en la prueba por equipos.

## Palmarés internacional
| Campeonato Europeo | Campeonato Europeo | Campeonato Europeo | Campeonato Europeo   |
| Año                | Lugar              | Medalla            | Prueba               |
| ------------------ | ------------------ | ------------------ | -------------------- |
| 2020               | Mersin (Turquía)   | Medalla de plata   | Concurso por equipos |